# Перша світова війна в мистецтві
Перша світова війна наклала свій відбиток на життя поколінь, тому вона не могла залишити байдужими митців усіх напрямків. Про події 1914—1918 років, написано багато книжок, знято чимало фільмів.

## Перша світова війна у кінематографі

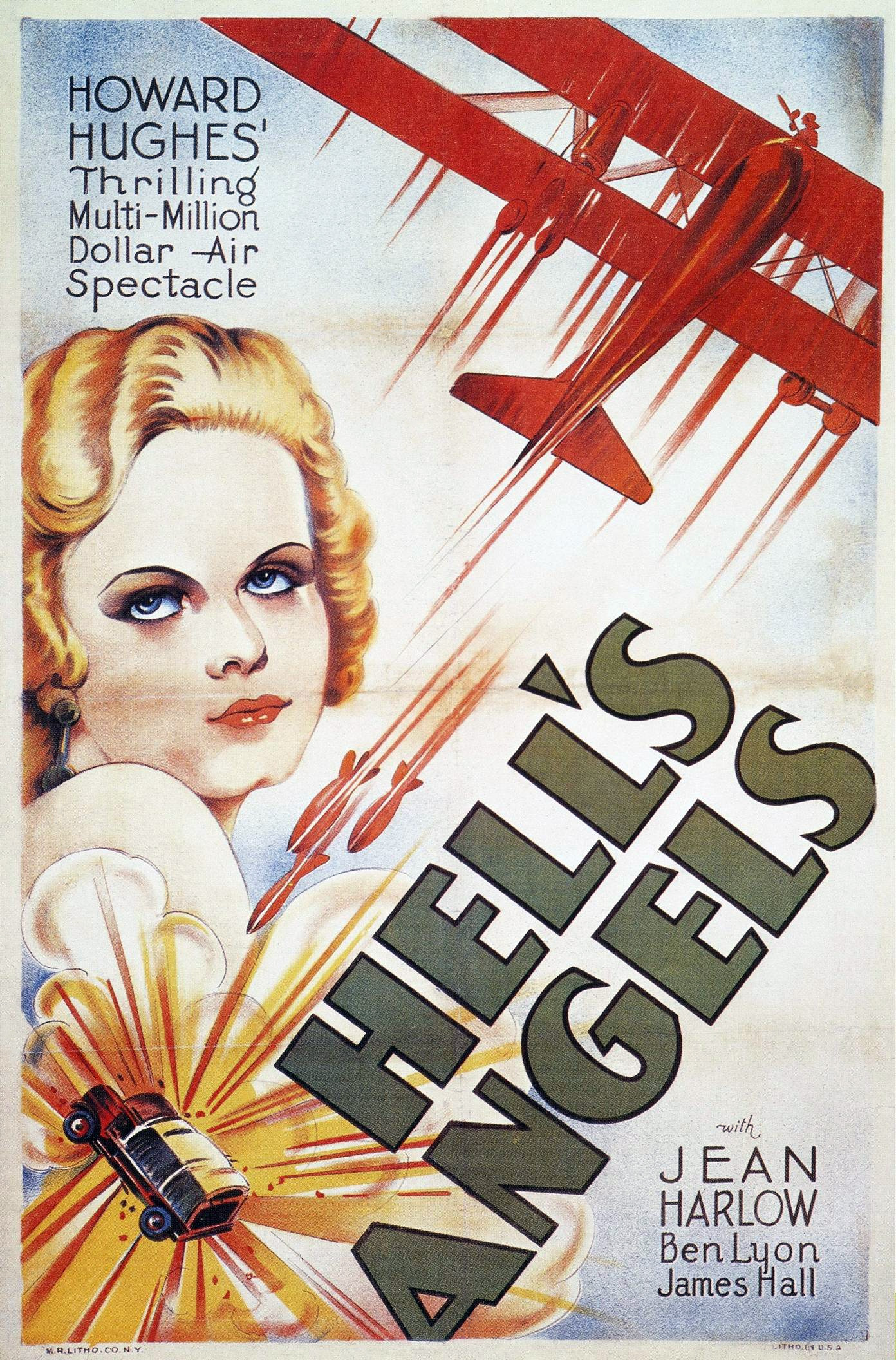
Постер до фільму «Ангели пекла»

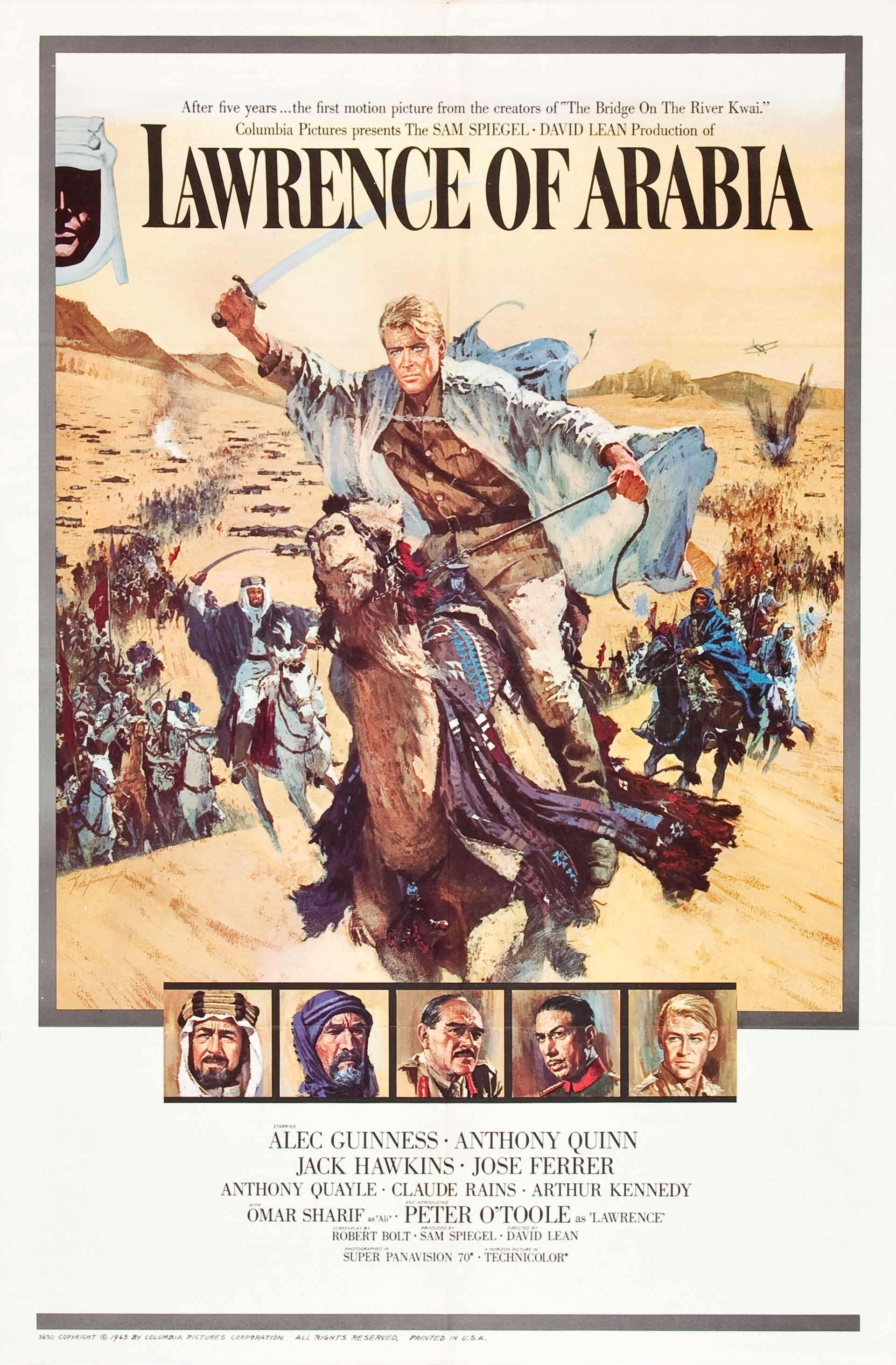
Постер до фільму «Лоуренс Аравійський»

| Назва фільму                                                    | Рік  | Режисер                  | Сюжет |
| --------------------------------------------------------------- | ---- | ------------------------ | --- |
| Поза межами болю [Архівовано 27 лютого 2022 у Wayback Machine.] | 1989 | Ярослав Лупій            | У центрі сюжету — поневіряння військовополонених різних національностей, колишніх солдатів австрійської армії, сімох друзів у нещасті, яких було відправлено серед 60000 інших, етапом через албанські Альпи. Це був важкий багатоденний шлях горами. Мало кому вдалося вижити, від голоду і холоду гинули також і сербські конвоїри — лише 15 тисяч полонених врятувалося від смерті… Утікши від охоронців, чоловіки опиняються наодинці з дикою природою, де лише сніг, холод, голод і жодної живої душі. Найбільша небезпека для втікачів — замерзнути в лютий зимовий мороз… Раптом ніби саме собою назріває страшне рішення: хтось із них мусить померти, а решта розпалить вогнище з його вбогої одежини й таким чином урятується. Один з героїв — українець Добровський зауважує: «Прокляте те життя, в котрому слабкий мусить згинути, щоби дужчий міг жити». |
| 34-й батальйон                                                  | 2015 | Люк Спарк                | Четверо друзів вирушили на війну, і були шоковані жорстокістю війни і умовами життя. Вони вирішили покинути місце бойових дій, щоб вціліти, але не одразу додому, а через територію Франції. По дорозі вони потрапили до 34-го батальйону і опинились в самому пеклі цієї війни. Вони стали учасниками найстрашнішої битви, і невідомо, чи вдасться їм вижити. |
| Ангели пекла                                                    | 1930 | Говард Г'юз              | Два брати ідуть добровольцями на фронт, потрапляють у Королівські військово-повітряні сили і отримують надскладне і небезпечне завдання — ліквідувати німецький воєнний завод. Впоравшись із завданням, вони повертаються додому, але їм доводиться вступити в бій з винищувачами супротивника. |
| Довгі заручини                                                  | 2004 | Жан-П'єр Жене            | Військовий трибунал виніс вирок п'ятьом французьким солдатам: їх не розстріляли, а залишили в нейтральній зоні, де в них гарантовано влучить куля — як не своя, то ворожа. Що трапилось з ними далі — невідомо. Дівчина одного зі зниклих вояк розшукує свого коханого. Лише після закінчення війни їй вдається поступово з'ясувати правду про те, що ж сталося з її нареченим та його товаришами. |
| Лоуренс Аравійський                                             | 1962 | Девід Лін                | Британський розвідник Томас Лоуренс працював у Сирії, активно взаємодіяв з арабськими кочівниками і так проникся їхнім життям та культурою, що зрештою очолив їх у поході проти турків. Фільм знятий на основі реальних подій. |
| Чорне і біле у кольорі                                          | 1976 | Жан-Жак Анно             | 1915 рік. Французи готують аборигенів французької колонії у Західній Африці до збройного протистояння з племенами сусідньої німецької колонії. Лише одна людина, французький географ, засуджує такі дії, розуміючи подальші наслідки. У фільмі панує рішуча антимілітарна атмосфера. |
| Чотири вершники Апокаліпсису                                    | 1921 | Рекс Інгрем              | |
| На сторожі смерті (Deathwatch)                                  | 2002 | Майкл Дж. Бассетт        | 1917 рік. Після кривавого бою залишки британської роти заблукали в густому тумані і опинились в тилу ворога. Бійці переховуються в закинутих німецьких траншеях з підземними переходами, не сподіваючись на порятунок, адже їх вважають загиблими. Але й під землею на британських солдат чатує небезпека, на них находять напади безумства, а потім одного за другим забирає жахлива смерть… |
| Рани війни (Forbidden Ground)                                   | 2013 | Йохан Ерл, Адріан Пауерс | Франція, 1916 рік. Троє британських солдат опиняються на нейтральній смузі після невдалої атаки на немецькі позиції. |
| Нижче пагорба 60 (Beneath Hill 60)                              | 2010 | Джеремі Сімс             | |
| Щасливого Різдва (Joyeux Noël)                                  | 2005 | Крістіан Каріон          | Напередодні Різдва 1914 року на одній з ділянок Західного фронту солдати трьох країн — Німеччини, Франції та Британії, незважаючи на офіційну відмову вищого державного керівництва, з власної ініціативи влаштували перемир'я, щоб разом відзначити це свято. |
| Бойовий кінь (War Horse)                                        | 2011 | Стівен Спілберг          | Батько Альберта продав його улюбленого коня в британську кавалерію. Не в змозі пережити розлуку, хлопець вирушає на війну, щоб розшукати свого чотириногого друга дитинства. |
| Ескадрилья «Лафаєт» (Flyboys)                                   | 2006 | Тоні Білл                | У сюжеті йдеться про легендарну ескадрилью, сформовану з американських пілотів-добровольців, яка декілька років вела бойові дії в небі Європи. |
| Легенди осені (Legends of the Fall)                             | 1994 | Едвард Цвік              | |
| Крила (Wings)                                                   | 1927 | Вільям Велман            | Фільм про двох льотчиків часів Першої світової, які закохалися в одну дівчину. |
| На західному фронті без змін (All Quiet on the Western Front)   | 1930 | Льюїс Майлстоун          | Фільм про «втрачене покоління», екранізація однойменного роману Еріха Марії Ремарка. Німецькі юнаки піддаються впливу патріотичної пропаганди і вирушають на війну. Спочатку їм це здається цікавою пригодою, і вони ще не знають, що попереду на них чекає лиш смерть. |
| Сержант Йорк (Sergeant York)                                    | 1941 | Говард Гоукс             | Історія життя Елвіна Йорка — простого американського хлопця з провінції, який завдяки своїй хоробрості і снайперському таланту став національним героєм. |
| Стежки слави (Paths of Glory)                                   | 1957 | Стенлі Кубрик            | Командир піхотного полку французької армії полковник Декс отримує наказ штурмувати неприступну ворожу позицію. Провал штурму очевидний одразу, але наказ є наказ. Після розгромної поразки генерал наказує розстріляти за боягузство трьох невинних солдат. Вони поплатились життям за генеральські амбіції і дурість. |
|                                                                 |      |                          | |
|                                                                 |      |                          | |
|                                                                 |      |                          | |

## Перша світова в літературі
- Осип Турянський, «Поза межами болю» — повість-поема видатного українського письменника, доктора філософії; один з найкращих творів про Першу Світову війну — очевидця та учасника тих подій.

- Еріх Марія Ремарк, «На західному фронті без змін»
- Ернст Юнгер, «В сталевих грозах» («In Stahlge-wittern»)
- Ернест Хемінгуей, «Прощавай, зброє!»
- Річард Олдінгтон, «Смерть героя»
- Анрі Барбюс, «Вогонь»
- В. Пікуль, «Моонзунд»
- С. Фолкс, «Спів птахів»
- Я. Гашек, «Пригоди бравого вояка Швейка»
- Борис Акунін, «Смерть на брудершафт» — цикл з десяти повістей. Час подій — Перша світова, головні герої — німецький шпигун Йозеф фон Теофельс і російський контррозвідник Олексій Романов.
- М. Морпурго, «Бойовий кінь»
- Р. Роллан, «П'єр і Люс»
- Л.-Ф. Селін, «Подорож на край ночі»
- Я. Ульсон, «Троє з Хапаранди: романтична історія часів Першої світової війни»
- В. Фолкнер, «Притча»
- С. Фолкс, «Спів птахів»
- П. Елюар, «Обов'язок і тривога». Поетична збірка вражень учасника війни.
- Б. Шоу, цикл «П'єски про війну» (1919)
- К. Фоллетт, «Загибель гігантів»
- Мате Залка, «Добердо»

## Перша світова у живописі

«Отруєні іпритом», Джон Сінгер Сарджент, 1919

Як реакція на жорстоку криваву бійню, під час Першої світової війни зародилася модерністська течія у мистецтві — дадаїзм (1916 р., Швейцарія). Її характерними рисами якої були зумисний примітивізм, антиестетизм. Дадаїсти стверджували, що життя безглузде, мистецтво і митці ворожі людині, не рахувалися з визнаними авторитетами, в тому числі, в мистецтві.
Картини, присвячені Першій світовій:
- «Отруєні іпритом», Джон Сінгер Сарджент, 1919.
- «Бельгійський король Альберт у бою», І. Рєпін, 1914—1915
- «В атаку із сестрою», І. Рєпін, 1915—1917